# Mountain Glider
De Mountain Glider is een bijzonder achtbaanmodel ontwikkeld door skiliftenfabrikant Doppelmayr-Garaventa. Het was een kruising tussen een achtbaan en een kabelbaan.

## Van kabelbaan naar achtbaan
Zoals een kabelbaan bestaat uit een kabel die aan steunpalen hangt, bestaat de Mountain Glider uit grote palen die met elkaar verbonden zijn via een staalkabel. Aan deze staalkabel hangt een ijzeren baan, het spoor voor de gondels. In tegenstelling tot een kabelbaan, waar de gondels vasthangen aan de kabel en de kabel vooruitgaat, hangt het spoor van een Mountain Glider vast en rijden de gondels over het spoor.

## Ritverloop
Gondels worden door middel van een grote verticale lift omhoog gehesen en dan op het spoor gezet. Vanaf daar rijden ze zelfstandig naar beneden, enkel door de zwaartekracht. Het ritverloop kent hierom geen inversies, scherpe bochten of steile hellingen. De ritervaring van een Mountain Glider is vooral gebaseerd op de hoogte en het uitzicht, en eventueel de snelheid die hierbij ontwikkeld wordt; niet zozeer op thrill. Hierdoor is de attractie geschikt voor de hele familie. De baan gaat voornamelijk rechtdoor en draait in helices om de steunpalen heen, tot het station bereikt wordt.
De baan van een Mountain Glider is in tegenstelling tot een gewone achtbaan niet uitgerust met bloksecties, maar de gondels zijn uitgerust met een gps-communicatiesysteem dat noodremmen in de gondels zelf in werking zet indien een voorliggende gondel stilvalt op het spoor.

## Vertigo in Walibi Belgium
De eerste (en voorlopig enige) Mountain Glider die verkocht werd, was Vertigo in Walibi Belgium. De attractie werd aangekondigd als een spectaculaire wereldprimeur voor 2006. De attractie bleef echter dat hele jaar gesloten door allerhande problemen: de gondels konden geen tegenwind verdragen en vielen vaak al stil na de eerste bocht, en het gps-systeem ondervond storingen door gsm-signalen van parkbezoekers en een radioantenne van de RTBF die vlak bij het park staat. De baan was het hele jaar door gesloten voor onderhoud, en kon uiteindelijk pas in juli 2007 voor het eerst openen voor bezoekers. De technische problemen hielden echter aan. Het hele jaar werd verdergewerkt aan de betrouwbaarheid van de attractie. In het winterseizoen 2007-2008 werd de hele baan naar beneden gehaald om opnieuw te monteren. In april 2008 draaide de attractie uiteindelijk feilloos, waarop beslist werd in mei een feestelijke opening te houden. 14 dagen later echter moest de attractie alweer noodgedwongen, en dat werd dit keer definitief, sluiten. Er was tijdens de sluiting te veel slijtage vastgesteld aan de gondels, waardoor op lange termijn de veiligheid van de bezoekers niet meer gegarandeerd zou kunnen worden. De parkeigenaar had er genoeg van en Vertigo werd daarop volledig gedemonteerd en teruggestuurd naar de fabrikant, en keerde niet meer terug.

## Eerste Mountain Glider
Vóór Vertigo had het bedrijf Doppelmayr-Garaventa reeds een Mountain Glider gebouwd op hun eigen bedrijfsterrein, die wél werkt. Naast Vertigo echter, die nooit meer terugkeerde naar het park, werden voorlopig geen andere Mountain Gliders meer verkocht.